# آن اوتنبرایت
آن اوتنبرایت (به انگلیسی: Anne Ottenbrite) (زادهٔ ۱۲ مهٔ ۱۹۶۶) شناگر اهل کانادا است.